# Lietuvos regionų partija
Die Lietuvos regionų partija (LRP, Litauische Partei der Regionen, bis 2021 Lietuvos socialdemokratų darbo partija, LSDDP, Sozialdemokratische Arbeitspartei Litauens) ist eine politische Partei in Litauen. Die Partei entstand 2018 durch die Abspaltung von der Lietuvos socialdemokratų partija (LSDP). Sie war anschließend Koalitionspartner der Lietuvos valstiečių ir žaliųjų sąjunga in der Minderheitsregierung Litauens. Seit den Parlamentswahlen 2020 befindet sie sich in der Opposition. Die LSDDP besitzt 50 Sektionen, insgesamt sind 60 geplant.

## Geschichte
Im September 2017 erfolgte die Spaltung der litauischen Sozialdemokraten im Parlament (Seimas). Nach dem Beschluss des neuen LSDP-Rates unter Leitung des Vorsitzenden Gintautas Paluckas, aus der Regierungskoalition auszutreten, entschied sich die Mehrheit der 19 Mitglieder der damaligen LSDP-Fraktion gegen diese Entscheidung und unterstützte weiterhin die von Saulius Skvernelis geführte Regierung Litauens. Die abtrünnigen Abgeordneten verließen die LSDP – andere Parteimitglieder, die sich der Entscheidung ihrer neuen Führung entgegenstellten, wurden aus der LSDP ausgeschlossen. Im November wurde von den rebellierenden Seimas-Mitgliedern offiziell eine eigene Fraktion im Parlament registriert. Ende März 2018 fand die Gründungsversammlung der LSDDP statt. Der ehemalige Premierminister Gediminas Kirkilas wurde zum Parteivorsitzenden gewählt.
Bei den Parlamentswahlen 2020 erreichte die Partei lediglich 3,2 % der Stimmen und 3 Sitze im Seimas. Für die Regierungsbildung wurde sie nicht mehr gebraucht. Am 29. Juli 2021 wurde Jonas Pinskus zum neuen Parteivorsitzenden gewählt. Die Partei nannte sich in Litauische Partei der Regionen um (Litauisch: Lietuvos regionų partija, LRP).

### Parteivorsitzende
- 2018–2021: Gediminas Kirkilas
- Seit 2021:  Jonas Pinskus

## Bekannte Mitglieder

### Stellv. Vorsitzende
Juozas Bernatonis, Ingrida Baltrušytė-Četrauskienė, Petras Čimbaras, Kęstutis Daukšys, Elvinas Jankevičius, Andrius Palionis, Živilė Pinskuvienė, Andrius Šedžius, Irena Šiaulienė

### Fraktionsführung
- Leiter: Andrius Palionis
- Stellv. Leiter: Algirdas Butkevičius

### Minister
- Elvinas Jankevičius, Justizminister (2018–2020)

### Vizeminister
- Irma Gudžiūnaitė (* 1988), Verwaltungsjuristin, Vizeministerin der Justiz (2018–2020)
- Eugenijus Šuliokas (* 1988), Jurist, Vizeministerin der Justiz (2018–2019)